# Хуабейзавр
Хуабейзавр (Huabeisaurus — «ящір північного Китаю») — вид ящеротазових динозаврів родини Еухолопових з пізньої Крейди (сеноманський і маастрихтський яруси, приблизно 99,7—70,6 млн років тому). Це був завропод, який жив на території сучасного північного Китаю. Типовий вид, Huabeisaurus allocotus, був вперше описаний Pang Qiqing і Cheng Zhengwu у 2000 році. Хуабейзавр відомий за численними рештками, знайденими в 1990-х роках, які включають зуби, частини кінцівок і хребці. Скам'янілі рештки динозавра знайдено у провінції Шаньсі в Китаї у відкладеннях формації Huiquanpu. Повнота знахідки робить його важливим таксоном для інтерпретації анатомічних спостережень більш фрагментарних завроподів Східної Азії крейдяного періоду, а також для розуміння еволюції титанозаврів в цілому. 

Першовідкривачі створили нову родину для цього роду — Хуабейзаврові (Huabeisauridae), хоча ця назва досі не є широко вживаною серед палеонтологів. Нещодавно ця родина була знову запропонована, цього разу Д'Еміком та ін., оскільки Euhelopodidae, до якої Хуабейзавр був віднесений до цього, можливо, доведеться розділити на менші клади в межах Somphospondyli через надлишок таксонів, віднесених до неї. 

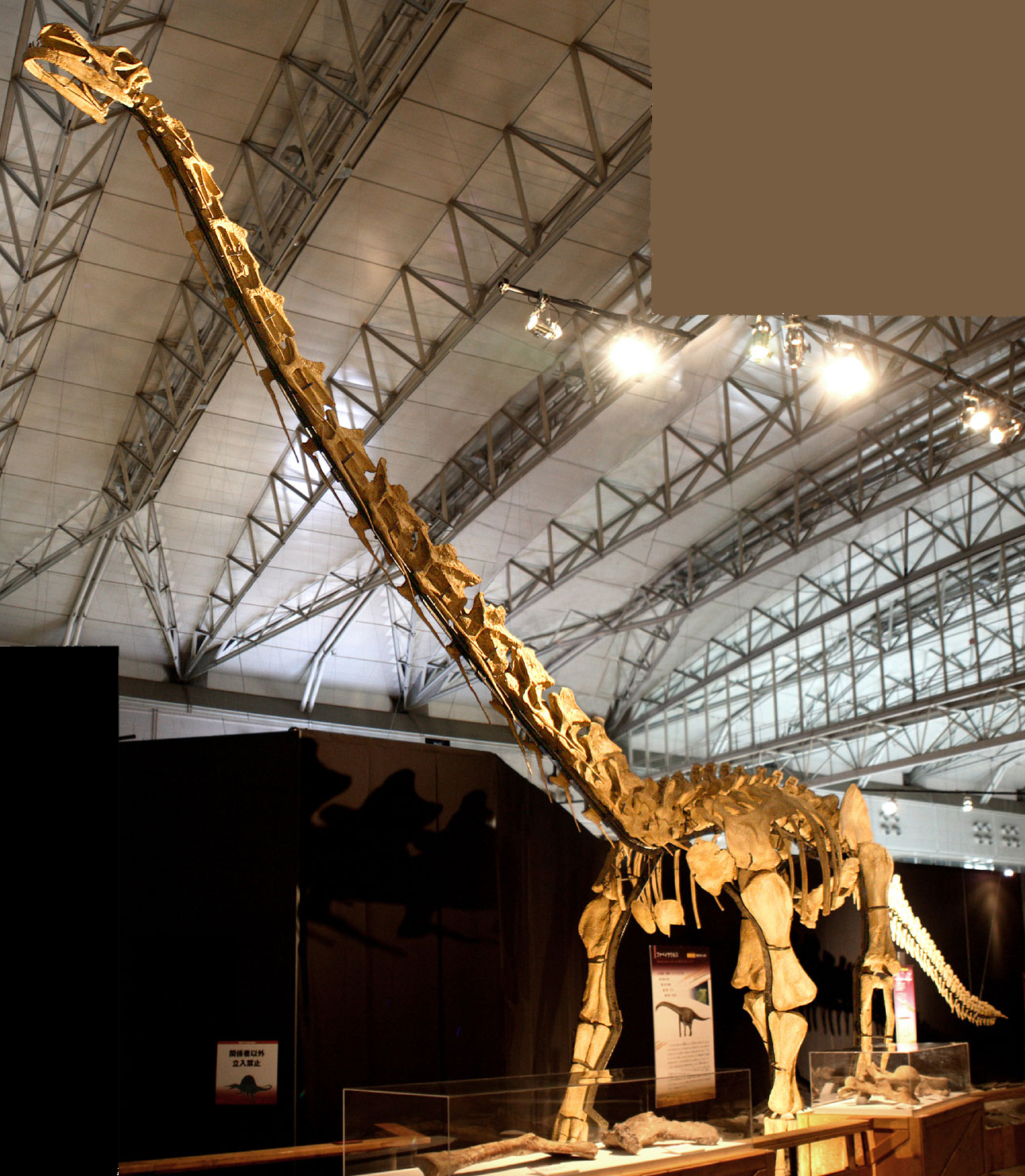
Реконструкція скелета, виставляється в Японії

## Опис
Huabeisaurus був середнього розміру завроподом. За оцінками Панга і Чена, зробленими у 2000 році, хуабейзавр сягав 20 метрів завдовжки та 5 метрів заввишки. Припускають, що скелет голотипа належав майже дорослій особині, оскільки на ньому відсутні шви на хребцях, але відсутні шви на тазовому поясі, що вказує, що типовий зразок ще не досяг максимального розміру у момент смерті.